# Lorenzo Garbieri
Lorenzo Garbieri (* um 1580 in Bologna; † 5. April 1654 ebendort) war ein italienischer Maler, der zur Bologneser Schule gehörte.

## Leben
Garbieri wurde um 1580 in Bologna als Sohn von Giulio Cesare und Cinzia Carlini geboren.
Seine Ausbildung erhielt er bei Ludovico Carracci und wird manchmal als Neffe Carraccis bezeichnet. Als Vertreter des Barocks wurde er auch von Caravaggio und Lionello Spada inspiriert, dies ist in nächtlichen Szenen in einigen seiner Werke erkennbar. Im Gegensatz zu vielen anderen Künstlern zog er nicht nach Rom, sondern blieb Bologna treu.
Seine ersten öffentliche Arbeiten erfolgten zwischen 1600 und 1601, als er zusammen mit anderen Schülern an den Fresken mit der Passion im Oratorium Santa Maria dell’Orazione arbeitete. Es folgten Arbeiten an der Kuppel in Loretto und der Kirche der Theatiner in Mailand. Mit der Zeit wurden Garbieris Bilder heller und näherten sich dem Stil von Correggio, Giovanni Lanfranco und Sisto Badalocchio an.
Über seine Spätwerke ist nichts bekannt. Es kann angenommen werden, dass seine Heirat mit der wohlhabenden Eufrosina de’ Pasqualini und eine schwere Augenkrankheit seine Arbeit stark einschränkte.
Zu seinen Schülern gehörte auch sein Sohn Carlo, der jedoch nicht so erfolgreich war wie er selbst.
Garbieri starb am 8. April 1654 in Bologna und wurde in der Kirche von San Giovanni in Monte begraben.

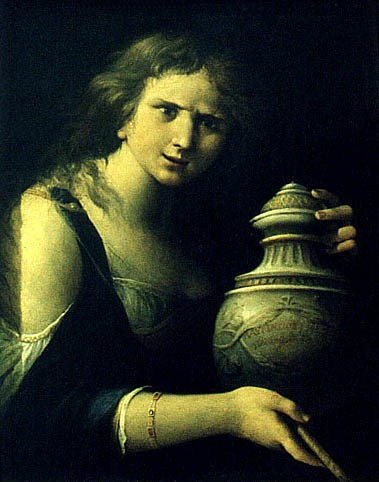
Circe, Öl auf Tafel, 66 × 52, Pinacoteca Nazionale di Bologna

### Werke
- Beweinung der Leiche Jesu, 1600–1602, Fresko, Bologna, Oratorio di San Colombano.
- Kreuzabnahme, 1600–1605, Öl auf Leinwand, 224 × 183 (300 × 240) cm, achteckig, Mailand, Sant’Antonio Abate.
- Grablegung Christi, 1600–1605, Öl auf Leinwand, 224 × 183 (300 × 240) cm, achteckig, Mailand, Sant’Antonio Abate.
- Hl. Karl Borromäus billigt die Regel der Barnabiten, 1611–1612, Öl auf Leinwand, Bologna, San Paolo Maggiore, Kapelle Karl Borromäus.
- Hl. Karl Borromäus, Büßer in Prozession während der Pest, 1611–1612,  Öl auf Leinwand, Bologna, San Paolo Maggiore, Kapelle Karl Borromäus.
- Hl. Karl Borromäus bei der Kommunion mit den Pestopfern, 1611–1612, Öl auf Leinwand, Bologna, San Paolo Maggiore, Kapelle Karl Borromäus.
- Circe, Öl auf Tafel, 66 × 52 cm, Pinacoteca Nazionale di Bologna.
- Geschichten von Jakob, Öl auf Leinwand, Bologna, Santa Maria dei mendicanti.
- Martyrium der Hl. Felicita und Massaker an den Söhnen der hl. Felicita, 1613-26, Öl auf Tafel, Mantua, San Maurizio.
- Fall von Simon dem Magier, Neapel, Museo di Capodimonte.
- Transport des Körpers des Hl. Stephan, Genua, Galleria Durazzo Pallavicini.